# Narodna legija
Narodna legija tajna narodnoosvobodilna organizacija slovenske politične sredine, med II.svetovno vojno
Narodna legija je nastala 1. maja 1943 iz njene predhodnice, tajne organizacije Pobratim (1. junij 1941). Ustanovitelj in voditelj obeh organizacij je bil Anton Krošl.
Narodna legija je delovala na monarhističnem, legalističnem in apolitičnem pristopu. Tajna organizacija je pripadala slovenski medvojni politični sredini. Delovala je proti okupatorjem, podpirala je mednarodnopravno priznano kraljevo jugoslovansko vlado in zahodne zaveznike, s katerimi je obveščevalno sodelovala. Bila je nestrankarska, vanjo so vstopali tisti, ki niso želeli ne v klerikalno Slovensko legijo, ne v liberalno Sokolsko legijo. Namestnik vodje organizacije je bil Milan Bano. V organizaciji so delovali tudi Jakob Šolar, Andrej Gosar, Dimnik, Ločniškar, Kamušič, Benedik, Potokar, Koritnik, Borštnik, Poljanec, Janžekovič, Kham, Dragotin Lončar, Križman, Pleničar, Fran Saleški Finžgar ter drugi. Mladi član Narodne legije je bil tudi kasnejši ugledni profesor Pravne fakultete v Ljubljani, Aleksander Bajt, kot je sam opisal v knjigi Bermanov dosje.
Narodna legija je bila odlično organizirana. Izdajala je tajno glasilo Kronika. Iz kronike je razvidno, da je nasprotovala generalu Rupniku.   Pod nadzorom je imela tajno radijsko postajo na Trdinovi ulici v Ljubljani, organizacijski sedež je bil v stanovanju Antona Krošla. Imela je lastno obveščevalno službo, ki je imela sedež v Akademskem domu in na Kolodvorski ulici. Propagandni oddelek je deloval na Komenskega ulici in v Rokodelskem domu.
Člani Narodne legije so imeli vodilno vlogo v DOS-Državni obveščevalni službi kraljeve jugoslovanske vojske v Sloveniji.
Narodna legija je imela določene stike in pogovore tudi s partizani. Arhivsko gradivo omenja sestanek pri Krošlu, na katerem so se leta 1944 dobili Gosar, Šolar in partizanski predstavnik Lojze Ude.